# Runnsjön, Östergötland
Runnsjön är en sjö i Finspångs kommun i Östergötland och ingår i Nyköpingsåns huvudavrinningsområde. Sjön har en area på 0,0911 kvadratkilometer och ligger 72,3 meter över havet.

## Delavrinningsområde
Runnsjön ingår i det delavrinningsområde (653986-149601) som SMHI kallar för Inloppet i Björsjön. Medelhöjden är 76 meter över havet och ytan är 18,44 kvadratkilometer. Det finns inga avrinningsområden uppströms utan avrinningsområdet är högsta punkten. Vattendraget som avvattnar avrinningsområdet har biflödesordning 3, vilket innebär att vattnet flödar genom totalt 3 vattendrag innan det når havet efter 106 kilometer. Avrinningsområdet består mestadels av skog (73 procent). Avrinningsområdet har 1,51 kvadratkilometer vattenytor vilket ger det en sjöprocent på 8,2 procent.